# Flash memorija
Flash memorija ili Flash EEPROM (Electrically-Erasable Programmable Read-Only Memory) je vrsta EEPROM elektroničke memorije koja čuva podatke kada je isključen napon, i gdje se pisanje, mijenjanje i brisanje vrši elektroničkim putem. Za razliku od "uobičajene" EEPROM memorije, u Flash-EEPROM memoriji se bajtovi ne mogu pojedinačno brisati. Flash memorija se koristi tamo gdje je bitno da su podatci pohranjeni na fizički što manjem mediju (MP3 playeri, USB stickovi itd.).